# Agassiziella alicialis
Agassiziella alicialis là một loài bướm đêm trong họ Crambidae.